# Leszno
Leszno é um município da Polônia, na voivodia da Grande Polônia. Estende-se por uma área de 31,86 km², com 63 774 habitantes, segundo os censos de 2019, com uma densidade de 2002 hab/km².